# Orjad Beqiri
Orjad Beqiri (ur. 21 lutego 1985 we Wlorze) – albański piłkarz, grający na pozycji obrońcy. W sezonie 2021/2022 zawodnik FC Laberii.

## Kariera klubowa
Wychowanek Flamurtari, do pierwszej drużyny trafił w 2006 roku.
W barwach tego klubu w Kategorii Superiore zadebiutował 23 sierpnia 2009 roku w meczu przeciwko KFowi Tirana, wygranym 1:3. Beqiri zagrał cały mecz. Podczas gry w tym klubie zagrał w dwóch meczach eliminacji do Ligi Europy. Łącznie podczas tego okresu gry we Flamurtari zagrał w 9 ligowych meczach.
23 sierpnia 2012 roku trafił do KSu Luftëtari. Zadebiutował tam 25 sierpnia 2012 roku w meczu przeciwko FK Kukësi, zremisowanym bezbramkowo. Orjad Beqiri zagrał całe spotkanie. Pierwszego gola strzelił 9 marca 2013 roku w meczu przeciwko FK Apolonia, wygranym 3:2. Albańczyk strzelił gola w 75. minucie. Łącznie podczas tego okresu gry w Luftëtari zagrał w 22 ligowych meczach i strzelił gola.
30 sierpnia 2013 roku wrócił do Flamurtari. Ponowny debiut zaliczył 18 września 2013 roku w meczu przeciwko KFowi Teuta, przegranym 2:1, wchodząc na ostatnie 3 minuty meczu. Pierwszego gola strzelił 2 października tego samego roku w meczu przeciwko Bylisowi, zremisowanym 2:2. Beqiri strzelił gola w 87. minucie. Z drużyną z Wlory wygrał krajowy puchar. Łącznie dla Flamurtari rozegrał 22 ligowe mecze (13 w tym okresie) i strzelił gola.
12 września 2014 roku trafił do KF Adriatiku.
9 września 2015 roku powrócił do Luftëtari. Ponowny debiut na najwyższym poziomie zaliczył 7 września 2016 roku w meczu przeciwko Partizani Tirana, przegranym 1:0. Zagrał całe spotkanie. Pierwszą asystę zaliczył 14 kwietnia 2017 roku w meczu przeciwko Flamurtari, przegranym 1:2. Asystował przy golu w 10. minucie. Łącznie dla Luftëtari zagrał w 61 spotkaniach w tym okresie (83 ogółem), strzelił gola i miał asystę.
17 lipca 2018 roku został zawodnikiem KSu Kamza. Zadebiutował tam 18 sierpnia 2018 roku w meczu przeciwko KFowi Tirana, wygranym 0:1, grając całe spotkanie. Łącznie dla Kamzy zagrał w 10 ligowych meczach. 
1 września 2019 roku został zawodnikiem KS Besa Kavajë.
1 sierpnia 2020 roku trafił na zasadzie wolnego transferu do FC Laberii.
Łącznie zagrał 115 meczów w Kategorii Superiore.